# This Ain't...
This Ain't... è una serie di film pornografici prodotti dalla rivista Hustler che si occupa di fare parodie porno ad alto budget di celebri film e telefilm, soprattutto statunitensi. I titoli dei vari film iniziano tutti con le parole "This ain't" ("questo non è... ") per poi citare il titolo dell'opera mainstream messa in parodia. Nel corso degli anni sono stati realizzati adattamenti a luci rosse di opere quali Star Trek, Conan il barbaro, Terminator, Avatar, Baywatch, Happy Days, Grease, I Robinson, Vita da strega, Guerre stellari, Love Boat, Tre cuori in affitto, ecc... ecc... Rispetto al passato, grazie al budget maggiore a disposizione e alla modifica della legge sul copyright negli Stati Uniti, in queste parodie i costumi e le ambientazioni sono quasi identici agli originali.
La serie si è aggiudicata ottimi riscontri di pubblico e nel 2009 ha vinto l'Erotixxx Award come Best International Series. Il film This Ain't Avatar XXX, porno-parodia del film Avatar è il più costoso film pornografico che la rivista Hustler abbia mai prodotto.

## Filmografia (parziale)

### This Ain't...
- This Ain't Avatar XXX — Chanel Preston, Danica Dillan, Juelz Ventura, Misty Stone & Nicki Hunter
Venus Award 2010 - Special Jury Award Movie and Film
- This Ain't Avatar XXX 2: Escape From Pandwhora
- This Ain't Baywatch XXX — Angie Savage, Breanne Benson, Gina Lynn, Lela Star, Lexi Belle & Samantha Sin
- This Ain't Beverly Hills 90210 XXX  — Alanah Rae, Alexis Texas, Jenny Hendrix, Mackenzee Pierce, Madison Ivy
- This Ain't Celebrity Apprentice XXX  — Brooke Haven, Celeste Star, Dale DaBone, Derrick Pierce, Jessica Jaymes, Kyle Stone, Kylee Reese, Lee Bang, Misty Stone, Tanya Tate
- This Ain't Celebrity Fit Club Boot Camp XXX  — Sadie West, Breanne Benson, Violet Monroe, Briana Blair, Lea Lexis, Dale DaBone
- This Ain't Conan the Barbarian XXX — Brandy Aniston, Jazy Berlin, Jayden Cole, Tommy Gunn, Missy Maze, Sean Michaels, Asphyxia Noir, Lee Stone
- This Ain't Charmed XXX — Angelina Valentine, Chayse Evans, Jenny Hendrix, Marie Luv, Ryder Skye, Sadie West
- This Ain't Cheaters XXX — Amy Brooke, Bridgette B, Madison Ivy, Natasha Nice, Rachel Roxxx
- Cops XXX  — Alexis Grace, Bobbi Starr, Brooke Banner, Jayden Jaymes, Phoenix Marie
- This Ain't Cougartown XXX — Dylan Ryder, Phoenix Marie, Tory Lane, Emma Mae, Ralph Long, Evan Stone, Alec Knight, Dane Cross
- This Ain't Curb Your Enthusiasm XXX — Angelina Valentine, Bobbi Starr, Courtney Cummz, Dylan Riley, Lexi Stone & Madison Ivy
- This Ain't Dancing with the Stars XXX — Cody Lane, Dylan Riley, Dylan Ryder, Kiara Diane, Otto Bauer, Randy Spears, Scarlett Fay, Sindee Jennings, Tony DeSergio
- This Ain't Dirty Jobs XXX — April O'Neil, Billy Glide, Carmen McCarthy, Cyrus King, Madison Scott, McKenzee Miles, Tanner Mayes, Tiffany Star
- This Ain't Duck Dynasty XXX — Presley Hart, Christie Stevens, Mikki Lynn, Mahina Zaltana, Zoey Foxx, Natalia Starr, Evan Stone, Alec Knight, Dick Chibbles, Jay Crew, Barry Scott
- This Ain't Die Hard XXX — Capri Cavanni, Ryan Driller, Billy Glide, Tommy Gunn, Sasha Heart, Kimberly Kane, Brooklyn Lee, Leilani Leeanne, Phoenix Marie, Derrick Pierce, Holly Taylor
- This Ain't Bram Stoker's Dracula XXX — Jessi Palmer, Evan Stone, Marie McCray, Ryan Driller, Tom Byron, Jennifer Dark, Brandy Aniston, Krissy Lynn
- This Ain't ESPN News XXX  — Alanah Rae, Asphyxia Noir, Britney Amber, Brooklyn Lee, McKenzie Lee, Danny Wylde, Jack Napier, Lee Stone, Otto Bauer, Rocco Reed
- This Ain't Fox News XXX — Darryl Hanah, Loni Evans, Nicole Aniston, Randy Moore, Sea J. Raw, Alec Knight, Eric John, Herschel Savage, Tom Byron
- This Ain't Ghost Hunters XXX — Anthony Rosano, Brett Rockman, Kiara Diane, Kris Slater, Krissy Lynn, Mr. Pete, Sindee Jennings, Victoria White
- This Ain't Ghostbusters XXX — Raven Alexis, Lily LaBeau, Joslyn James, Alexis Texas, Sarah Sehvon, Alec Knight, James Deen, Evan Stone, Tee Reel, Jeremy Conway, Ron Jeremy
- This Ain't Gilligans Island XXX — Evan Stone, Darryl Hanah, Sindee Jennings, Regan Reese, Ryder Skye
- This Ain't Glee XXX — Nicki Hunter, McKenzee Miles, Miko Sinz, Andy San Dimas, Samone Taylor, Scarlett Fay, Tara Lynn Foxx
- This Ain't Girls XXX — Alex Chance, Sierra Day, Mia Gold, Florence Dolce, Adriana Chechik, Dick Chibbles, Kris Slater, Richie Calhoun
- This Ain't Good Times XXX — De Collector, Charlie Mac, Toni Sweets, Barbie Banxx, Jayla Foxx, Stacey Fuxx, Byron Long, Mark Anthony, Castro Supreme
- This Ain't Game of Thrones XXX — Brandi Love, Daenerys, Brienne, Cersei, Jon Snow, Tyrion Lannister
- This Ain't Happy Days XXX — Raquel Devine, Tommy Gunn, Tori Black, Penny Flame, Riley Evans, Missy Stone, Codi Carmichael, Ally Ann
- This Ain't Happy Days XXX 2: Fonzie Loves Pinky! — Brooke Lee Adams, Jessica Lynn, Kiera King, Krissy Lynn, Nicole Ray
- This Ain't Hell's Kitchen XXX  — Veronica Hart, Veronica Rayne, Aiden Starr, Kelly Leigh, Kylee Reese, Missy Stone, Kagney Linn Karter
- This Ain't Homeland XXX — Tara Lynn Foxx, Carrie Mathinson, Richie Calhoun, Nicholas Brody, Dana Vespoli, Jessica Brody, Alec Knight, Abu Nazir, Billy Glide, Mike Faber, Cyrus King
- This Ain't Hawaii Five-O XXX
- This Ain't I Dream of Jeannie XXX — Shawna Lenee, Jazy Berlin, Missy Woods, Ashlyn Rae, Carolyn Reese, Cheyne Collins, Jack Lawrence, Dale DaBone, Alec Knight
- This Ain't Intervention XXX — Amy Brooke, Brandy Blair, Brett Rockman, Britney Amber, Cody Love, Kagney Linn Karter, Raylene
- This Ain't Jeopardy XXX — Breanne Benson, Britney Amber, Codi Carmichael, Dayna Vendetta, Diamond Foxxx, Mary Carey, Nicki Hunter, Alec Knight, Anthony Rosano, Billy Blaze, Dale DaBone, Danny Mountain, Mr. Pete, Tommy Pistol
- This Ain't Jaws XXX
- This Ain't Lady Gaga XXX
- This Ain't Nurse Jackie XXX — Britney Amber, Kiera King, Lily Labeau, Roxanne Hall, Skin Diamond, Eric Masterson, Kris Slater, Lee Stone, Otto Bauer
- This Ain't Saved By The Bell XXX — Ashlyn Rae, Missy Stone, Misty Stone, Nicole Ray, April O'Neil, Ally Ann
- This Ain't Star Trek XXX — Aurora Snow, Codi Carmichael, Jada Fire, Jenna Haze, Sasha Grey
- This Ain't Star Trek XXX 2
- This Ain't Star Trek XXX 3
- This Ain't The Bachelor XXX — Alanah Rae, Bailey Brooks, Heather Starlet, Kayla Paige, Melissa Jacobs, Sabrina Maree & Summer Brielle Taylor
- This Ain't The Terminator XXX — Dick Delaware, Bailey Blue, Brendon Miller, Julia Ann, Juelz Ventura, Sabrina Maree, Melina Mason, Brett Rossi, Leya Falcon, Billy Glide, Alex Gonz, Shylar Cobi, Andy Appleton
- This Ain't The Expendables XXX — Ana Foxxx, Andy San Dimas, Brooklyn Lee, Jessie Andrews, Kimberly Kane, London Keyes, Lyla Storm, Alec Knight, Billy Glide, Brendon Miller, Derrick Pierce, Ryan Driller
- This Ain't the Munsters XXX — Lee Stone, Roxy DeVille, Shawna Lenee, Jenna Haze, Victoria Sin, Sammie Rhodes, Whitney Stevens, Mick Blue, Evan Stone
- This Ain't the Partridge Family XXX — Kristina Rose, Tori Black, Faye Reagan, Jaclyn Case, Madison Scott, Shawna Lenee
- This Ain't the Smurfs XXX — Charley Chase, Lexi Belle, Nicole Aniston, Barry Scott, Evan Stone, J. Crew, Jeremy Conway
- This Ain't Two and a Half Men XXX — Brooke Lee Adams, Dylan Ryder, Jamey Janes, Jenna Presley, Madison Ivy
- This Ain't Urban Cowboy XXX — Otto Bauer, Joey Brass, Dana DeArmond, Seth Gamble, Alec Knight, Payton Leigh, Scott Lyons, Mariah Madysinn, Andy San Dimas, Tweety Valentine

### Not The...
- Not Airplane! XXX —  Hillary Scott, Sunny Lane, Lexi Love, Kayden Kross, Misty Stone, Kacey Jordan, Kenzie Marie, Teagan Presley
- Not Airplane! XXX 2
- Not Animal House XXX — Asa Akira, Katt Dylan, Britney Amber, Carmen Monet, Ashley Stone, Zoey Foxx, Vicki Chase, Cindy Starfall,  Callie Cyprus, Nikki Daniels
- Not Bewitched XXX — Winter Sky, Sunny Lane, Aurora Snow, Sasha Grey, Jenna Haze, Michelle Avanti
- Not Bionic Woman & The Six Million Dollar Man XXX —  Danica Dillon, Aubrey Addams, Kim Kennedy, Bree Olson, Victoria White, Dale DaBone
- Not the Bradys XXX — Aurora Snow, Leah Luv, Hillary Scott, Jasmine Byrne, Alana Evans, Mike Horner, Paulina James, Veronique Vega, James Deen, Ron Jeremy, Lynn LeMay
- Not the Bradys XXX 2: Marcia, Marcia, Marcia!
- Not the Bradys XXX 3: Pussy Power!
- Not the Bradys XXX 4: The Bradys Meet the Partridge Family
- Not the Bradys XXX 5: Marcia Goes to College!
- Not The Beverly Hillbillies XXX —  Courtney Page, Kagney Linn Karter, Taylor Vixen, Vicki Chase, Kaylee Hilton, Annie Cruz, Dana DeArmond, Haley Hewes, Aubrey Addams, Eric John, James Bartholet,  Ryan Driller, Otto Bauer, Gary Lee
- Not Charlies Angels XXX — Andy San Dimas, Madison Ivy, Breanne Benson, Vicki Chase, Lexi Swallow, Sunny Leone, Heather Scarlet, Cassandra Cruz
- Not Charlie Sheen's House Of Whores XXX —  Kacey Jordan, Tanner Mayes, Capri Anderson, Chloe Jones, Melanie Rios, Shyla Jennings
- Not Grease XXX — Riley Reid, Seth Gamble, Trinity St. Clair, Kierra King, Brooklyn Chase, Adriana Chechik, Rebecca Bardoux
- Not Jennifer Lopez XXX —  Eva Angelina, Veronique Vega, Renae Cruz, Sunny Lane, Aurora Snow
- Not Monday Night Football XXX — Sarah Vandella, Delila Darling, Mai Ly, Angelina Armani, Layla Rivera,  Alyssa Reece
- Not Married with Children XXX — Kagney Linn Carter, India Summer, Madison Scott, Brooke Belle, Emy Reyes, Allyssa Hall, Brittany O'Connell, Kora Cummings
- Not Married with Children XXX 2
- Not M*A*S*H XXX —  Briana Blair, Chanel Preston, Alexa Jaymes, Bailey Brooks, Miko Sinz, Krissy Lynn, James Bartholet, Jeremy Conway
- Not The Cosbys XXX —  Jenny Hendrix, Misty Stone, Cassidy Clay, Jaelyn Fox, Tori Black, Sarah Vandella, Lana Violet
- Not Three's Company XXX —  Penny Flame, Jenny Hendrix, Madison Scott, Sienna West, Roxy Jezel, Brynn Tyler, Nina Hartley, Allyssa Hall, Tommy Gunn
- Not The Three Stooges XXX
- Not The Wizard Of Oz XXX —  Maddy O'Reilly, Nina Hartley, Alexis Adams, Stella Marie, Brandy Aniston, Anikka Albrite
- Not The Love Boat XXX — Capri Cavanni, Jessa Rhodes, Kendall Karson, Penny Pax, Gia Grace, Sunny Lane, Liv Aquilera, Nicki Daniels, Selma Sins, Nikki Chase
- Not South Park XXX —  Allison Moore, Liv Aguilera, Aria Austin, Hillary Scott, Katie Summers, Amanda Blow, Will Ryder, Kyle Stone, Kurt Lockwood, Kevin Wang, Anthony Rosano, Tommy Pistol, Dane Cross, Eric Swiss
- Not Rocky XXX — Vanessa Naughty, Lily LaBeau, Andy San Dimas, Chastity Lynn, Madison Ivy, James Bartholet

## Premi e nomination
- 2009: Erotixxx Award - Best International Series
- 2011: AVN Award nominee - Best Parody (Drama) - This Ain't Avatar XXX 3D
- 2011: AVN Award nominee - Best Parody (Drama) - This Ain't Charmed XXX
- 2011: AVN Award nominee - Best Parody (Drama) - This Ain't Cops XXX
- 2011: AVN Award nominee - Best Parody (Drama) - This Ain't Star Trek XXX 2: The Butterfly Effect
- 2011: AVN Award nominee - Best Parody (Comedy) - This Ain't Glee XXX
- 2011: AVN Award nominee - Best Parody (Comedy) - This Ain't Happy Days XXX
- 2011: AVN Award nominee - Best 3D Release - This Ain't Avatar XXX 3D